# Фридрих Красивия
Фридрих Красивия (на немски: Friedrich der Schöne; * 1289, Виена; † 13 януари 1330, Гутенщайн, Долна Австрия) от род Хабсбурги (там I), е като Фридрих III 12-и херцог на Австрия и Щирия (там I), а от 1314 до 1330 г. последователно антикрал и крал на Германия.

## Произход
Фридрих е син на римско-немския крал Албрехт I († 1308) от род Хабсбурги и Елизабета Тиролска от рода на Горицко-Тиролските Майнхардини. Негови братя са Рудолф, крал на Бохемия, херцозите на Австрия Леополд I Победоносния и Албрехт II Мъдрия, Ото IV и също Хайнрих Мекия (неуправляващ херцог на Австрия).

## Управление
На 21 ноември 1298 г. на първото си императорско събрание в Нюрнберг, баща му въздава заедно с братята му Рудолф и Леополд херцогствата Австрия и Щирия. Фридрих е по това време едва на 9 години.
Фридрих получава право да упражнява надзор над долно-баварските херцози, което води до конфликти с неговия братовчед и приятел Лудвиг Баварски. На 9 ноември 1313 г. Фридрих е победен от Лудвиг при Гамелсдорф и през 1314 г. се отказва от тези си прерогативи. След смъртта на Хайнрих VII той кандидатства за кралската корона, но получава недостатъчния вот от три гласа. За крал е избран Лудвиг с четири гласа през октомври 1314 г., но Фридрих не оттегля претенцията си и се обявява за антикрал, което естествено отключва въоръжен конфликт.
През тази 1314 г. Фридрих се жени за Елизабет Арагонска, с която е сгоден от 1311 г., когато тя е на около 10 години.
- Красивия Фридрих
Изображение от XIX в, Мюлдорф
- Елизабет Арагонска

Фридрих е коронован в Бон от архиепископа на Кьолн, а Елизабет е коронована за немска кралица в Базел през 1315 г. В многогодишна гражданска война Фридрих печели успехи с помощта на военните умения на по-малкия си брат Леополд, който е наречен Победоносния или Меча на Хабсбургите. Все пак на 28 септември 1322 г. Фридрих е напълно разгромен при Мюлдорф на река Ин и е пленен заедно с 1300 австрийски и залцбургски благородници.
След като Лудвиг държи Фридрих три години в рицарския затвор на замъка Траусниц в долината, за което е подложен на съществен политически натиск от католическия свят, той се споразумява със стария си приятел и го освобождава под клетва. Според нея Фридрих признава върховенството на Лудвиг и се задължава да убеди все още непокорилия се брат Леополд да прибере меча си. В крайна сметка Фридрих не успява във второто и се доблестно се завръща на разположение на своя победител в Мюнхен. Този рицарски жест впечатлява Лудвиг, който умело го използва – заявява, че отстъпва римскогерманската корона на приятеля си Фридрих, а за себе си пожелава тази на Император на Свещената Римска империя.
Фридрих умира на 13 януари 1330 г. в замъка Гутенщайн и е погребан в дарения от него манастир Мауербах. През 1783 г. тленните му останки са пренесени и погребани в катедралата Свети Стефан в родната му Виена.

## Фамилия
На 11 май 1314 г. в двореца Гутенщайн Фридрих Красиви се жени за инфанта Елизабет (* 1296; † 25 март 1330), дъщеря на крал Хайме II Арагонски и съпругата му Бланка Анжуйска. Те имат три деца:
- Фридрих (* 1316; † 1322)
- Елизабет (* 1317; † 1336)
- Ана (* 1318; † 1343), 1.∞ 1328 в Ландсхут херцог Хайнрих XV /III от Долна Бавария (1312 – 1333), 2.∞ 1336 в Гьорц граф Йохан Хайнрих IV фон Гьорц (1322 – 1338), след това 1341 абатиса на императорския манастир във Виена.

- Портрети на децата на Фридрих от худ. Антони Бойс
- Фридрих
- Елизабет
- Ана

## В литературата
В популярната култура: Шилер пише за връщането на Фридрих от неговия плен в стихотворението Deutsche Treue (Немска вярност), а Лудвиг Уланд – драмата Ludwig der Bayer (Лудвиг Бавареца).